# Eiiči Macumoto
Eiiči Macumoto (松本 栄一, Macumoto Eiiči; 1915–2004) byl japonský fotograf.

## Životopis
Během druhé světové války pracoval jako fotoreportér pro noviny Asahi šimbun, které pokrývaly bombardování několika japonských měst. Po jaderném bombardování Hirošimy a Nagasaki byl poslán na místo vyfotografovat následky.

## Ceny a ocenění
- 1941 – Imperiální cena Japonské akademie

## Knihy sdíly autora
- Kaku: Hangenki (核：半減期) / The Half Life of Awareness: Photographs of Hiroshima and Nagasaki. Tokyo: Tokijské muzeum fotografie, 1995.  Výstavní katalog; titulky a text japonsky a anglicky. Obsahuje 12 stran fotografií, které pořídil Ken Domon v letech 1957 a 1967 v Hirošimě (další autoři: Tošio Fukada, Kikudžiró Fukušima, Ken Domon, Kendži Išiguro, Šunkiči Kikuči, Micugi Kišida, Eiiči Macumoto, Jošito Macušige, Šómei Tómacu, Hiromi Cučida a Jósuke Jamahata). Text a titulky japonsky a anglicky.